# 中央體育場 (卡爾希)
中央體育場 (卡爾希)是一座位于乌兹别克斯坦卡尔希的多功能体育场，现为烏茲別克職業足球聯賽球队拿薩夫足球會的主场。
卡尔希中央体育场举办的首场比赛是2008年8月8日拿薩夫足球會与乌兹东茹安集延足球俱乐部的比赛。球队有17,750个座席，180个VIP包厢、220个媒体记者席和6个解说席。
2011年10月29日，卡尔希中央体育场承办了2011年亞洲足協盃决赛，拿薩夫足球會主场2比1击败科威特競技俱樂部，夺得亞洲足協盃冠军。